# Traugott Buhre
Traugott Buhre (Insterburg, 21 giugno 1929 – Dortmund, 26 luglio 2009) è stato un attore tedesco, che fu attivo principalmente in campo teatrale e televisivo.
Tra gli attori tedeschi più noti, partecipò, tra cinema e - soprattutto - televisione, ad oltre una sessantina di differenti produzioni, a partire dall'inizio degli anni sessanta. Era, tra l'altro, un volto familiare al pubblico televisivo per essere apparso in vari episodi di serie televisive quali L'ispettore Derrick e Tatort.
Lavorò inoltre nei teatri di Bochum, Brema, Colonia, Francoforte sul Meno, Stoccarda, Vienna, ecc.

## Filmografia parziale

### Cinema
- Occupazioni occasionali di una schiava (1973) - Dott. Genee
- Der Trip - Die nackte Gitarre 0,5 (1996)
- Peanuts - Die Bank zahlt alles (1996) - Dott. Dieter Brinkhoff
- Dumm gelaufen (1997)
- Alles Bob! (1999) - nonno
- Nichts als die Wahrheit (1999) - Dabrowski
- Anatomy (Anatomie), regia di Stefan Ruzowitzky (2000)
- Sass (2001)
- Vaya con Dios (2002) - abate Stefan

### Televisione
- Der Mantel - film TV (1963) - ruolo: ladro
- Der Spaßvogel - film TV (1964) - professore
- Held Henry - film TV (1965)
- Marija - film TV (1969)
- Wie eine Träne im Ozean - miniserie TV (1970)
- Drücker - film TV (1970)
- Diese Geschichte von ihnen - film TV (1971)
- Der Andersonville-Prozess - film TV (1972) - Jasper Culver
- Die Dreigroschenoper - film TV (1972) - Jonathan Peachum
- Frühbesprechung - serie TV, 1 episodio (1973)
- Der Kommissar - serie TV, 1 episodio (1975)
- L'ispettore Derrick - serie TV, ep. 02x09, regia di Alfred Weidenmann - Korschow
- Haus ohne Hüter - film TV (1975) - Leo
- L'ispettore Derrick - serie TV, ep. 04x03, regia di Wolfgang Becker - Steinbrink
- Tatort - serie TV, 1 episodio (1977) - Horst Schießer
- L'ispettore Derrick - serie TV, ep. 05x04, regia di Alfred Vohrer - Albert Kolpe
- Krimistunde - serie TV, 1 episodio (1982)
- L'ispettore Derrick - serie TV, ep. 09x02, regia di Theodor Grädler (1982) - Sig. Ludenke
- Notturno - miniserie TV (1986) - padre di Schubert
- L'ispettore Derrick - serie TV, ep. 13x03, regia di Wolfgang Becker (1986) - Padre Fiska
- Polizeiinspektion 1 - serie TV, 1 episodio (1988)
- Liebesgeschichten - serie TV (1990)
- L'ispettore Derrick - serie TV, ep. 17x08, regia di Wolfgang Becker (1992) - Anton Fischer
- Rosamunde Pilcher: Wilder Thymian - film TV, regia di Gero Erhardt (1994) - Jock
- Ein starkes Team - serie TV, 3 episodi (1994-2005) - padre
- L'ispettore Derrick - serie TV, ep. 22x07, regia di Theodor Grädler (1995) - Werner Hauser
- Hollister - film TV (1996)
- Tatort - serie TV, 1 episodio (1998) - Richard Schenk
- Im Namen des Gesetzes - serie TV, 1 episodio (1998)
- Rosa Roth - serie TV, 1 episodio (1998)
- Tatort - serie TV, 1 episodio (1998) - Kurt Hasselt
- Drei Gauner, ein Baby und die Liebe - film TV (1999)
- Ein Mann steht auf  - film TV (1999)
- Blumen für Polt - film TV (2001)
- Ritas Welt - serie TV, 2 episodi (2002)
- Klinikum Berlin Mitte - Leben in Bereitschaft - serie TV, 1 episodio (2002)
- Siska - serie TV, 1 episodio (2002)
- Tatort - serie TV, 1 episodio (2007) - Karl Grimm
- Tatort - serie TV, 1 episodio (2008) - Rudolf Boerne
- Die Toten vom Schwarzwald - film TV (2010)